# 父の花、咲く春〜岐阜・長良川幇間物語〜
『父の花、咲く春〜岐阜・長良川幇間物語〜』（ちちのはな さくはる ぎふながらがわ ほうかんものがたり）は、2013年4月3日の22:00 - 22:59（JST)に岐阜発ドラマとしてNHK BSプレミアムで放送された単発のテレビドラマである。

## 概要
岐阜県の花柳界を舞台に、幇間をテーマとする。NHK名古屋放送局、NHK岐阜放送局が制作した。2013年2月中旬に岐阜県でオールロケで撮影された。主演の桐谷健太はテレビドラマ初主演である。

## あらすじ
次郎は病気の母親から頼まれ、行方不明の幇間・梅次を探すため、1枚の写真を頼りに岐阜県へ行く。

## キャスト
辻次郎（28）
演：桐谷健太 / 青木琉斗(幼少期)
主人公。勤めていた工場が閉鎖されたため、名古屋でキャバクラの呼び込みをしながら次の職を探している。一人暮らし。
梅花（23）
演：蓮佛美沙子
置屋「野本」の美しい芸妓。
梅次
演：野村又三郎
伝説の幇間。
山藤正太郎（73）
演：林隆三
呉服屋の主人。置屋「野本」の常連。
野本晴代（67）
演：岩本多代
置屋「野本」の女将。
辻美和子（53）
演：伊藤蘭
次郎の母親。名古屋の小料理屋で働いている。
沢田雄介（60）
演：日野陽仁
梅次の「にわか」仲間。
梅乃（19）
演：柴川菜月
置屋「野本」の舞妓。
亜美
演：渥美裕佳
次郎の彼女。
店長
演：棚橋真典
キャバクラの店長。
浮浪者
演：真水稔生
鳴り物師匠
演：伊藤みづめ
亜美と一緒にいた男
演：松浦功

## スタッフ
- 脚本 - 今井雅子
- 音楽 - 冬野ユミ
- 幇間・芸舞妓指導 - 幇間 喜久次
- 制作統括 - 土屋勝裕、石川昌孝
- 演出 - 松園武大
- 制作 - NHK名古屋放送局、NHK岐阜放送局